# Moreda de Álava
Moreda de Álava (bask. Moreda Araba) – gmina w Hiszpanii, w prowincji Álava, w Kraju Basków, o powierzchni 8,67 km². W 2011 roku gmina liczyła 246 mieszkańców.